# Brianna Beahan
Pour les articles homonymes, voir Beahan.
Brianna Beahan (née le 1er novembre 1991) est une athlète australienne, spécialiste des courses de haies.

## Palmarès
| Date | Compétition            | Lieu       | Résultat | Épreuve     | Temps   |
| ---- | ---------------------- | ---------- | -------- | ----------- | ------- |
| 2018 | Jeux du Commonwealth   | Gold Coast | 5e       | 100 m haies | 13 s 11 |
| 2019 | Championnats d'Océanie | Townsville | 1re      | 100 m haies | 13 s 30 |
| 2019 | Jeux du Pacifique      | Apia       | 1re      | 100 m haies | 13 s 17 |

## Records
| Épreuve     | Performance | Date            | Lieu  |
| ----------- | ----------- | --------------- | ----- |
| 100 m haies | 13 min 2 s  | 13 janvier 2018 | Perth |